# Lev Schnirelmann
Lev Genrikhovich Schnirelmann (em russo:  Лев Ге́нрихович Шнирельма́н), também Shnirelman, Shnirel'man (Gomel, 2 de janeiro de 1905 — Moscou, 24 de setembro de 1938) foi um matemático soviético.
Tentou provar a conjetura de Goldbach. Em 1931, usando o crivo de Brun, provou que qualquer número natural maior que 1 pode ser escrito como soma de não mais de 20 números primos.
Sua outra obra fundamental foi realizada em trabalho conjunto com Lazar Lyusternik, desenvolvendo a categoria de Lyusternik-Schnirelmann, como é atualmente conhecida, baseada em trabalhos prévios de Henri Poincaré, George David Birkhoff e Marston Morse. A teoria fornece um invariante global de espaços, levando a avanços em geometria diferencial e topologia.
Graduado na Universidade Estatal de Moscou em 1925, trabalhou depois no Instituto de Matemática Steklov, de 1934 a 1938. Foi orientado por Nikolai Luzin.
De acordo com as memórias de Lev Pontryagin, Schnirelmann suicidou-se em Moscou.